# Autobianchi Primula
De Autobianchi Primula was een kleine auto van het Italiaanse merk Autobianchi (onderdeel van de FIAT-groep) en werd gebouwd tussen 1964 en 1970.

## Geschiedenis
Fiat gebruikte het merk Autobianchi om de nieuwe techniek van voorwielaandrijving en een dwars voorin geplaatste motor in kleine series op de mark uit te proberen, zonder daarmee de reputatie van het merk Fiat in gevaar te brengen. De Primula, die in 1964 gepresenteerd werd, was de eerste auto van de FIAT-groep die was uitgerust met deze technologie. De auto was geïnspireerd op de BMC-ontwerpen van Alec Issigonis, maar had in tegenstelling daarmee een versnellingsbak met eigen olie en synchromesh op alle versnellingen, bediend met stuurschakeling.
De auto was verkrijgbaar als 2-, 3-, 4- of 5-deursuitvoering en als Coupe en Coupe S. Van de coupé zijn circa 2400 exemplaren gebouwd, waarvan er 850 zijn geëxporteerd. De coupé is vooral in Frankrijk verkocht. Toen in juni 1969 de Autobianchi A111 werd gepresenteerd, kwam de 4-deurs Primula te vervallen.
De Primula had voor een dwarse bladveer en achter een starre as met bladveren. Door de lage en vlakke vloer was er relatief veel binnenruimte, ook achterin. De Primula had een uitgebreide standaarduitrusting en een goede afwerking. In 1969 bood de Nederlandse importeur Leonard Lang de Primula aan vanaf 6975 gulden.